# Корвин-Микке, Януш
Януш Рышард Корвин-Микке (пол. Janusz Ryszard Korwin-Mikke, также известен по инициалам JKM и как Корвин (пол. Korwin); род. 27 октября 1942, Варшава, Генерал-губернаторство, Германия) — политический деятель Польши, публицист и фузионист, либертарианец, минархист. Основатель и лидер партий «Уния реальной политики», «Свобода и законность» и «Конгресс новых правых». Является лидером ультраправой партии «Конфедерация». Участник пяти президентских выборов в новейшей истории Польши. Лучший показатель Януш Корвин-Микке продемонстрировал в 2014 году, когда за его партию проголосовало почти 783 тысячи избирателей (7,2 %). Депутат Сейма Польши первого созыва, депутат Европарламента VIII созыва. На парламентских выборах в Польше 2019 года возглавляемая им партия «Конфедерация свободы и независимости» получила 6,81 % голосов избирателей и 11 мест в Сейме.
Отец восьмерых детей. Чемпион Польши по бриджу, член национальной сборной по этой игре.
Известен экстравагантными взглядами и неоднозначными высказываниями.

## Биография

### Образование и ранние годы
Януш Корвин-Микке родился 27 октября 1942 года в оккупированной Третьим Рейхом Варшаве. Отец Януша Рышард до Второй мировой войны работал на Заводе PZL, где был начальником инженерного отдела. Мать Януша Корвин-Микке Мария погибла во время Варшавского восстания, после чего его воспитанием занималась бабушка, а после войны мачеха (отец Януша в это время сидел в тюрьме).
В 1959 году получил аттестат о среднем образовании, после чего поступил на математический факультет Варшавского университета. Начиная со второго курса посещал занятия по философии в том же университете.
13 апреля 1964 года Януш Корвин-Микке был задержан за распространение листовок с призывом к митингу в защиту репрессированных лиц, подписавших Письмо 34-х. После освобождения выяснилось, что Корвин-Микке был отчислен из университета, хотя впоследствии ему удалось восстановиться.
Вновь был арестован уже за участие в Студенческих протестах 1968 года и вновь был отчислен из университета, но благодаря заступничеству декана факультета философии и социологии Варшавского университета Клеменса Шанявского он смог возобновить обучение. В 1969 году Януш Корвин-Микке получил звание магистра философии.
С 1969 по 1974 года Корвин-Микке был научным сотрудником Автотранспортном институте, после в Варшавском университете в составе Группы информации и технологии принятия решений. После роспуска группы вернулся к карьере профессионального игрока в бридж, которым занимался ранее. Позже Янушу удалось попасть в сборную Польши по бриджу.
В середине 1970-х в соавторстве с чемпионом Польши по бриджу Анджеем Матещаком написал несколько книг по бриджу для начинающих игроков.

### Ранняя политическая деятельность
В 1962 году вступил в Демократическую партию, из которой вышел в 1981 году в знак протеста после введения Военного положения.
Вместе со своим дядей Ежи Микке вступил в Независимый профсоюз «Солидарность». Большинство членов профсоюза прислушивались к Ежи Микке, отвергая идеи и предложения его племянника, считая их популистскими и эксцентричными.
В марте 1982 года Януш Корвин-Микке был арестован и в период с 9 апреля по 13 июля был интернирован. Во время интернирования познакомился со Станиславом Михалкевичем. 
В 1986 году Януш Корвин-Микке возобновил политическую деятельность и основал журнал Станьчил. В 1987 году он основал Движение реальной политики, позже преобразованное в Союз реальной политики.

### Политическая деятельность после 1989 года
На Парламентских выборах 1989 года Корвин-Микке неудачно баллотировался в Сенат от Вроцлавского воеводства.
В октябре 1990 года в Союзе реальной политики произошёл раскол. Члены партии, недовольные политикой Януша Корвин-Микке основали новую политическую партию с аналогичным названием. Верные Корвину-Микке члены партии переизбрали его на пост председателя партии.
В 1991-1993 годах Януш Корвин-Микке был депутатом Сейма Польши 1-го созыва от 18-го округа Познани. Возглавляемая Корвином депутатская группа Союза реальной политики, состоявшая из 3-х человек, предложила несколько законопроектов, ни один из которых не был принят.
Корвин-Микке был одним из самых активных депутатов Сейма. Большинство депутатов Сейма, однако, считала его «популистом и чудаком с утопическими взглядами».
В 1995 году в Союзе реальной политики произошёл новый раскол, в результате которого Януш Корвин-Микке был смещен с поста председателя партии.

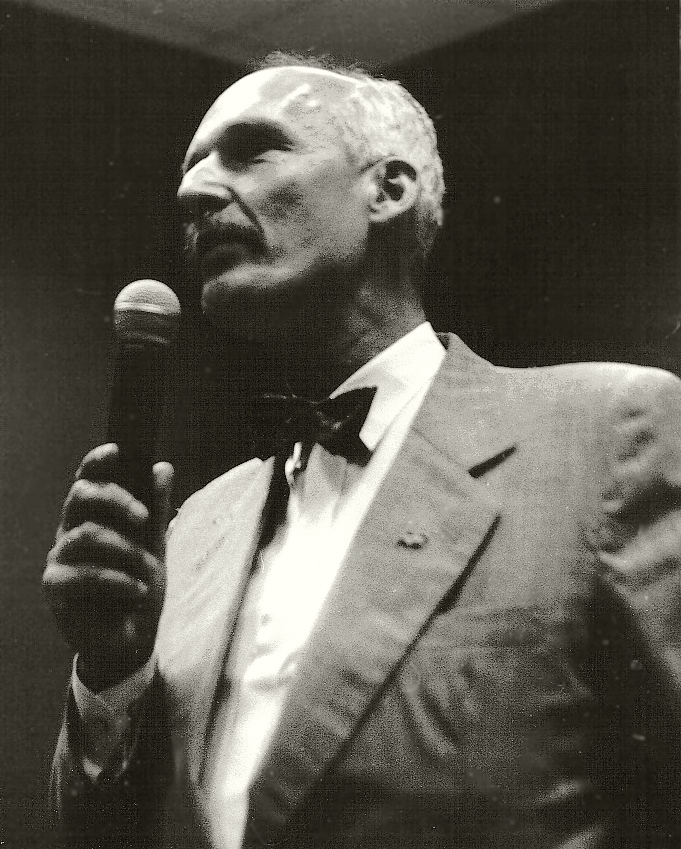
Януш Корвин-Микке в 2000 году

В 2001 году Корвин-Микке подал в суд на газету «Вроцлавский вечер», опубликовавшей статью с заголовком «При Гитлере было лучше», полагая, что политик поддержал взгляды и действия Адольфа Гитлера во время встречи с избирателями во Вроцлаве в ходе предвыборной кампании перед парламентскими выборами. Окружной суд Вроцлава удовлетворил иск.
В 2005 году Януш Корвин-Микке создал новую партию «Свобода и законность», в состав которой не вошёл.
В 2006 баллотировался на пост Президента Варшавы, получив 2,3% голосов и заняв 4-е  место после Казимежа Марцинкевича, Ханны Гронкевич-Вальц и Марека Боровского.
25 марта 2011 года Корвин основал партию Союз реальной политики — Свобода и законность. Днём ранее была прекращена регистрация партии Свобода и законность. 12 мая 2011 партия была переименована в Конгресс новых правых.

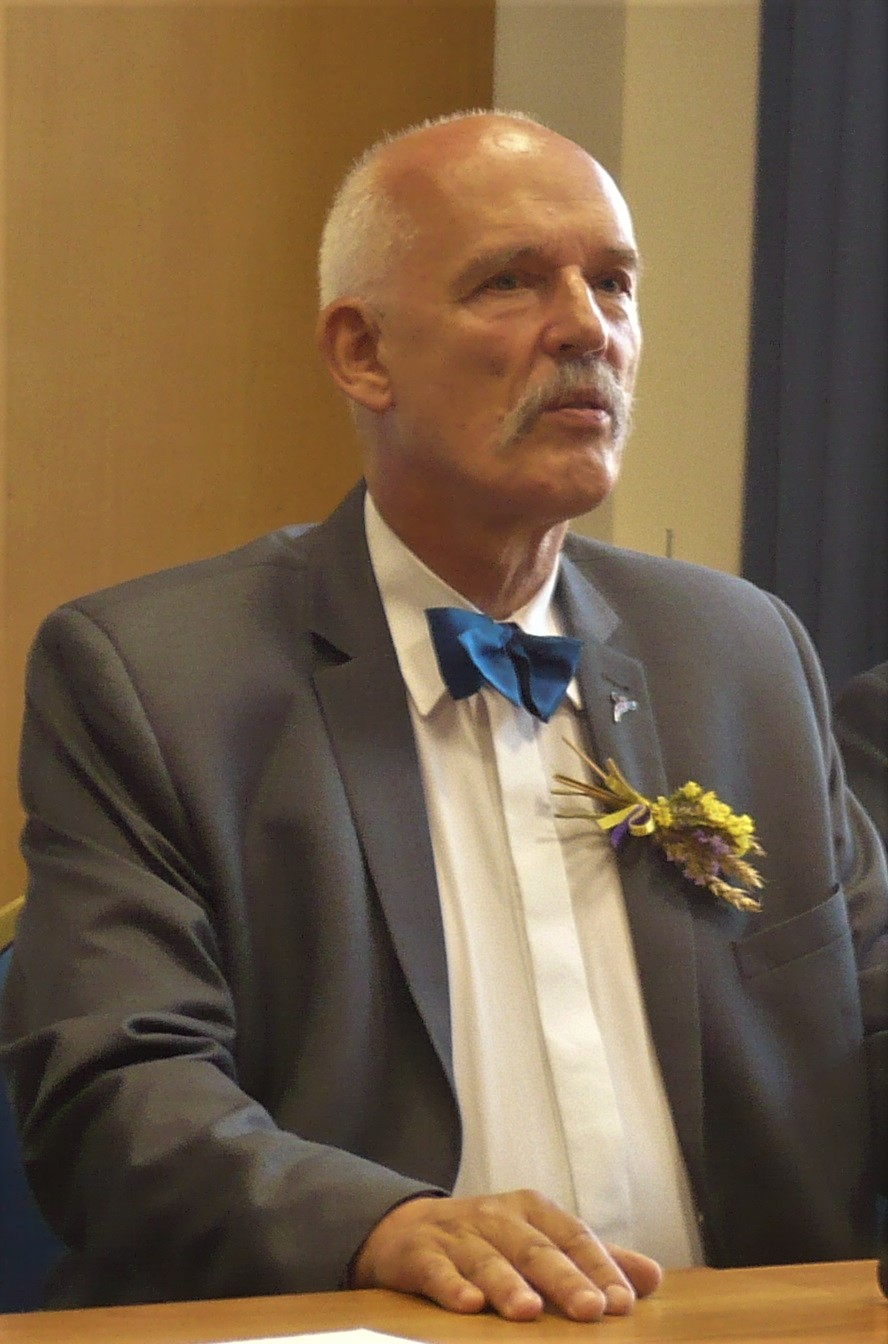
Януш Корвин-Микке в 2014 году в Ополе

В 2014 году Януш Корвин-Микке был избран депутатом Европарламента.

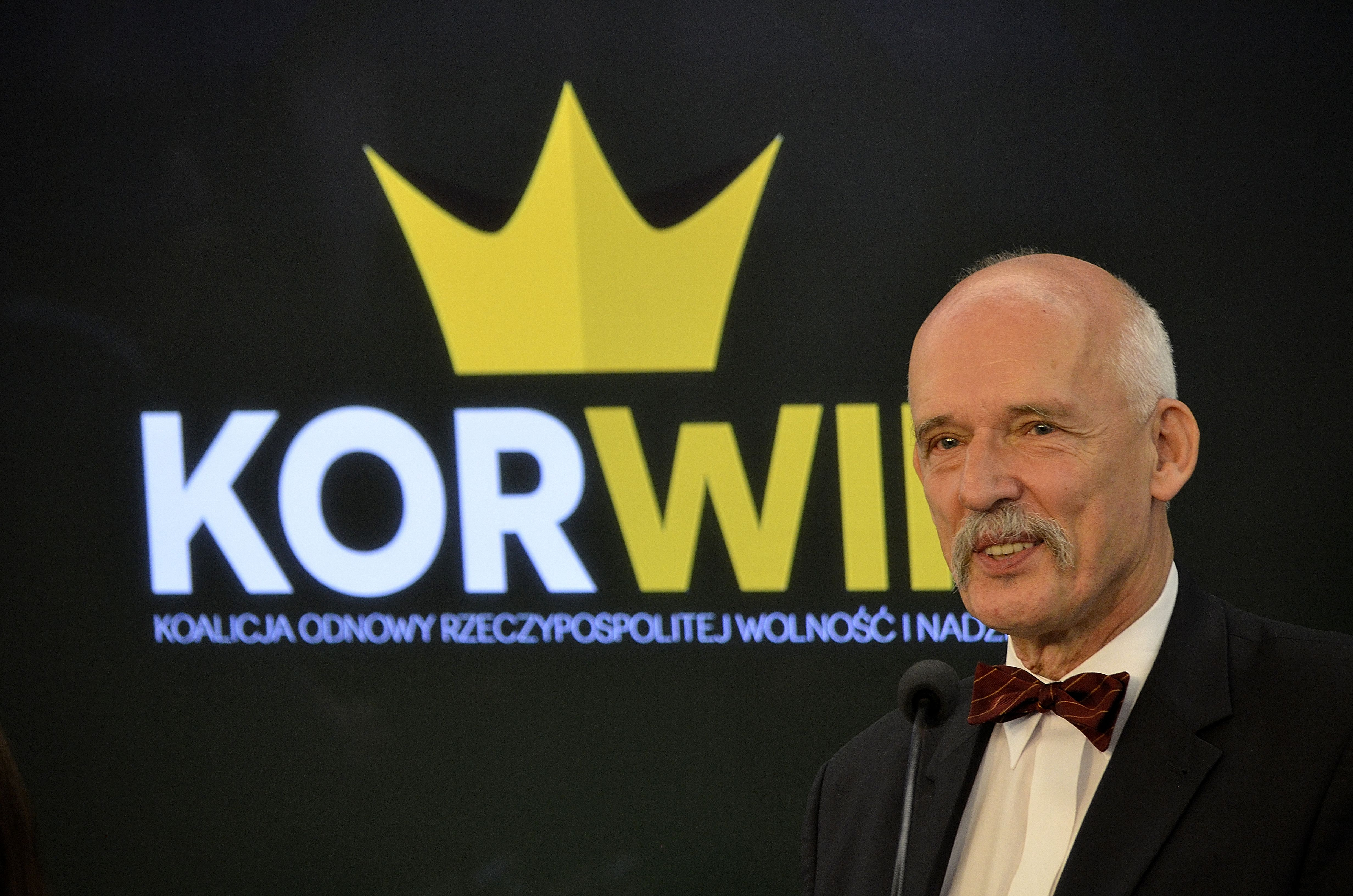
Корвин-Микке на пресс-конференции в Сейме в 2015 году

5 января 2015 года Корвин-Микке перестал быть председателем Конгресса новых правых. Несколько дней спустя политик объявил о создании новой политической партии — KORWiN. 
В первом туре президентских выборов 2015 года Януш Корвин-Микке получил 3,3% голосов. Перед вторым туром он не поддержал ни одного из кандидатов.
В январе 2018 года Корвин-Микке объявил об уходе из Европарламента. 1 марта 2018 года его мандат перешёл к Добромиру Соснежу.
На местных выборах 2018 года был кандидатом на пост Президента Варшавы, занял 7 место из 14.
В декабре 2018 года вместе с Робертом Винницким и Гжегожем Брауном создал партию «Конфедерация свободы и независимости».
В 2019 году был избран в Сейм 9-го созыва.
На съезде партии «КОРВИН» 15 октября 2022 года новым председателем вместо Корвина-Микке был избран Славомир Ментцен. Сам Януш Корвин-Микке стал Почётным председателем партии.

## Взгляды
По вероисповеданию деист.
Называет демократию «самой дурацкой системой в мире». Заявлял, что европейская цивилизация достигла своего пика в XIX веке, а исламская цивилизация скоро покорит Европейский союз.
Считает, что Адольф Гитлер не был осведомлён о Холокосте, а также, что разница между изнасилованием и добровольными сексуальными отношениями незначительна.
В мае 2017 года, будучи депутатом Европарламента, был лишён зарплаты по причине расценки его слов парламентом как оскорбительных в адрес женщин. В дальнейшем Януш Корвин-Микке объяснял, что его слова были восприняты неверно.
В Польше широко известна фраза Корвина-Миккэ, сказанная им в адрес молодого политика левых взглядов: «Niech Pan sobie żre i żyje dalej» — «Жрите себе и живите дальше». Данная фраза прозвучала в ответ на вопрос, почему страны с весьма высоким уровнем жизни, такие как Норвегия, Швеция и Финляндия, не стесняются использовать социал-демократические подходы в экономике.
В ноябре 2021 года обвинил членов польского сейма в миграционном кризисе на границе Беларуси. 

## Участие в выборах
| Выборы | Избирательный комитет                    | Избирательный комитет                        | Орган                                   | Результат        |
| ------ | ---------------------------------------- | -------------------------------------------- | --------------------------------------- | ---------------- |
| 1989   |                                          | Независимый кандидат                         | Сенат Республики Польша I созыва        | 6409 (1,34%)     |
| 1991   |                                          | Уния реальной политики                       | Сейм Республики Польша I созыва         | 17 297 (4,05%)   |
| 1993   | Сейм Республики Польша II созыва         | Уния реальной политики                       | 23 624 (4,37%)                          |                  |
| 1997   | Сейм Республики Польша III созыва        | Уния реальной политики                       | 15 364 (3,07%)                          |                  |
| 2001   |                                          | Блок Сенат 2001                              | Сенат Республики Польша V созыва        | 107 837 (11,37%) |
| 2002   |                                          | Уния реальной политики                       | Сеймик Мазовецкого воеводства II созыва | 20 707 (8,09%)   |
| 2004   |                                          | Избирательный комитет Януша Корвин-Микке     | Сенат Республики Польша V созыва        | 10 782 (18,08%)  |
| 2004   |                                          | Уния реальной политики                       | Европейский парламент VI созыва         | 22 239 (3,76%)   |
| 2004   | Сенат Республики Польша V созыва         | Уния реальной политики                       | 3467 (11,53%)                           |                  |
| 2005   |                                          | Платформа Януша Корвин-Микке                 | Сейм Республики Польша V созыва         | 19 246 (2,54%)   |
| 2006   |                                          | Уния реальной политики                       | Президент Варшавы                       | 15 951 (2,27%)   |
| 2006   | Сеймик Мазовецкого воеводства III созыва | Уния реальной политики                       | 15 412 (5,02%)                          |                  |
| 2007   | Сеймик Подляского воеводства III созыва  | Уния реальной политики                       | 2333 (3,70%)                            |                  |
| 2007   |                                          | Лига польских семей                          | Сейм Республики Польша VI созыва        | 3640 (0,77%)     |
| 2010   |                                          | Движение избирателей Януша Корвин-Микке      | Президент Варшавы                       | 25 153 (3,90%)   |
| 2010   | Сеймик Мазовецкого воеводства VI созыва  | Движение избирателей Януша Корвин-Микке      | 11 412 (5,21%)                          |                  |
| 2013   |                                          | Новые правые Януша Корвин-Микке              | Сенат Республики Польша VIII созыва     | 2160 (7,92%)     |
| 2014   | Европейский парламент VIII созыва        | Новые правые Януша Корвин-Микке              | 67 928 (8,02%)                          |                  |
| 2015   |                                          | КОРВИН                                       | Сейм Республики Польша VIII созыва      | 56 994 (5,20%)   |
| 2018   | Свобода в самоуправлении                 | Президент Варшавы                            | 11 516 (1,29%)                          |                  |
| 2018   | Свобода в самоуправлении                 | Варшавский городской совет                   | 1683 (1,54%)                            |                  |
| 2019   |                                          | Конфедерация Корвин-Браун-Лирой-Националисты | Европейский парламент IX созыва         | 26 425 (2,02%)   |
| 2019   | Конфедерация свободы и независимости     | Сейм Республики Польша IX созыва             | 60 385 (4,37%)                          |                  |
| 2023   | Конфедерация свободы и независимости     | Сейм Республики Польша X созыва              | 9939 (1,36%)                            |                  |
| 2024   |                                          | Избирательный комитет «Беспартийные»         | Президент Варшавы                       | 10 839 (1,40%)   |
| 2024   | Варшавский городской совет               | Избирательный комитет «Беспартийные»         | 1208 (1,30%)                            |                  |
| 2024   |                                          | Нормальная Польша в Нормальной Европе        | Европейский парламент X созыва          | 4343 (0,33%)     |

Также участвовал в пяти президентских выборах:
| Год  | Количество голосов | Поддержка | Место в выборах |
| ---- | ------------------ | --------- | --------------- |
| 1995 | 428 969            | 2,40 %    | 8/13            |
| 2000 | 252 499            | 1,43 %    | 6/12            |
| 2005 | 214 116            | 1,43 %    | 6/12            |
| 2010 | 416 898            | 2,48 %    | 4/10            |
| 2015 | 486 084            | 3,26 %    | 4/10            |

В 2020 участвовал в предварительных выборах кандидата в президенты. Занял 5-е место, пропустив вперёд двоих своих однопартийцеев.

## Санкции за посещение Крыма
За посещение Крыма был объявлен на Украине персоной нон грата.